# Sociedad Náutica de Ginebra
La Sociedad Náutica de Ginebra (SNG) es un club náutico de Ginebra (Suiza). Con más de 3.000 socios, es el club náutico suizo más importante. 

## Historia
Se fundó en 1872 para canalizar la demanda existente en la época, tanto de residentes en Ginebra como de visitantes extranjeros, de la práctica de la navegación de recreo en el Lago Lemán. Una de las primeras embarcaciones que izaron su grímpola fue el "Gitana I", de la familia Rothschild.
Fue el primer club que organizó el campeonato del mundo de la clase Snipe fuera de los Estados Unidos, en 1947.

## Competición
El éxito más importante del club han sido las victorias de sus yates en la Copa América. Su equipo Alinghi venció en la edición de 2003, y defendió con éxito la Copa en aguas de Valencia, Comunidad Valenciana (España) en la edición de 2007.